# Liste der Monuments historiques in Raismes
Die Liste der Monuments historiques in Raismes führt die Monuments historiques in der französischen Gemeinde Raismes auf.

## Liste der Bauwerke
| Bezeichnung                      | Beschreibung | Standort                  | Kennzeichnung | Schutzstatus | Datum | Bild           |
| -------------------------------- | ------------ | ------------------------- | ------------- | ------------ | ----- | -------------- |
| Schloss                          |              | Avenue du Château (Lage)  | PA00107780    | Inscrit      | 1946  |                |
| Kirche Ste-Cécile                | Erbaut 1924  | 24b, 24 rue Thiers (Lage) | PA59000151    | Inscrit      | 2009  | weitere Bilder |
| Fosse Sabatier des mines d’Anzin | 1910         | (Lage)                    | PA59000168    | Inscrit      | 2010  | weitere Bilder |